# Ronde van Frankrijk 2017/Eerste etappe
De eerste etappe van de Ronde van Frankrijk 2017 werd verreden op zaterdag 1 juli 2017 in de Duitse stad Düsseldorf. Het was een individuele tijdrit over een afstand van 14 kilometer.

## Parcours
Het parcours van 14 kilometer ving aan bij de Messe Düsseldorf, waarna een tijd langs de Rijn werd gereden. De Rijn werd vervolgens overgestoken via de Oberkasseler brug. Na een kort stuk door het stadsdeel Oberkassel ging de route over de Rheinkniebrug weer naar de andere oever. Door het stadscentrum en langs de Hofgarten voerde het parcours weer naar de Rijnoever, waarna de finish niet ver van het startpunt bij de Messe Düsseldorf lag.

## Verloop
Het parcours was glad door de regen. Dit betekende niet alleen dat diverse rijders het voorzichtig aan deden, maar zorgde ook voor valpartijen. De Spanjaarden Jon Izagirre en Alejandro Valverde, beiden kandidaten voor een hoge positie in het eindklassement, moesten na een val opgeven.
De snelste tijd ging via Andrij Hryvko (16'21"), Matteo Trentin (16'14") en Vasil Kiryjenka (16'11") uiteindelijk naar winnaar Geraint Thomas (16'04"). De tourwinnaar van vorig jaar, Chris Froome, eindigde als zesde op acht seconden, en nam daarmee meteen een voorsprong van een halve minuut en meer op de andere belangrijke kandidaten voor de eindoverwinning.

## Uitslagen
| Rituitslag Düsseldorf - Düsseldorf (14 km) |                      |                        |        |
| Plaats                                     | Naam                 | Ploeg                  | Tijd   |
| Winnaar                                    | Geraint Thomas       | Team Sky               | 16'04" |
| 2                                          | Stefan Küng          | BMC Racing Team        | + 5"   |
| 3                                          | Vasil Kiryjenka      | Team Sky               | + 7"   |
| 4                                          | Tony Martin          | Team Katjoesja Alpecin | + 8"   |
| 5                                          | Matteo Trentin       | Quick-Step Floors      | + 10"  |
| 6                                          | Chris Froome         | Team Sky               | + 12"  |
| 7                                          | Jos van Emden        | Team LottoNL-Jumbo     | + 15"  |
| 8                                          | Michał Kwiatkowski   | Team Sky               | z.t.   |
| 9                                          | Marcel Kittel        | Quick-Step Floors      | + 16"  |
| 10                                         | Edvald Boasson Hagen | Team Dimension Data    | z.t.   |
| 11                                         | Nikias Arndt         | Team Sunweb            | z.t.   |
| 12                                         | Taylor Phinney       | Cannondale-Drapac      | + 17"  |
| 13                                         | Andrij Hryvko        | Astana Pro Team        | z.t.   |
| 14                                         | Daryl Impey          | Orica-Scott            | + 19"  |
| 15                                         | Jonathan Castroviejo | Movistar Team          | + 20"  |
| 16                                         | Michael Matthews     | Team Sunweb            | z.t.   |
| 17                                         | Pierre Latour        | AG2R La Mondiale       | + 25"  |
| 18                                         | Peter Sagan          | BORA-hansgrohe         | z.t.   |
| 19                                         | Andrey Amador        | Movistar Team          | + 27"  |
| 20                                         | Aleksej Loetsenko    | Astana Pro Team        | + 29"  |
|                                            |                      |                        |        |
| 21                                         | Philippe Gilbert     | Quick-Step Floors      | + 30"  |

## Klassementen
| Algemeen Klassement |                      |                        |        |
| Plaats              | Naam                 | Ploeg                  | Tijd   |
| Gele trui           | Geraint Thomas       | Team Sky               | 16'04" |
| 2                   | Stefan Küng          | BMC Racing Team        | + 5"   |
| 3                   | Vasil Kiryjenka      | Team Sky               | + 7"   |
| 4                   | Tony Martin          | Team Katjoesja Alpecin | + 8"   |
| 5                   | Matteo Trentin       | Quick-Step Floors      | + 10"  |
| 6                   | Chris Froome         | Team Sky               | + 12"  |
| 7                   | Jos van Emden        | Team LottoNL-Jumbo     | + 15"  |
| 8                   | Michał Kwiatkowski   | Team Sky               | z.t.   |
| 9                   | Marcel Kittel        | Quick-Step Floors      | + 16"  |
| 10                  | Edvald Boasson Hagen | Team Dimension Data    | z.t.   |
| 11                  | Nikias Arndt         | Team Sunweb            | z.t.   |
| 12                  | Taylor Phinney       | Cannondale-Drapac      | + 17"  |
| 13                  | Andrij Hryvko        | Astana Pro Team        | z.t.   |
| 14                  | Daryl Impey          | Orica-Scott            | + 19"  |
| 15                  | Jonathan Castroviejo | Movistar Team          | + 20"  |
| 16                  | Michael Matthews     | Team Sunweb            | z.t.   |
| 17                  | Pierre Latour        | AG2R La Mondiale       | + 25"  |
| 18                  | Peter Sagan          | BORA-hansgrohe         | z.t.   |
| 19                  | Andrey Amador        | Movistar Team          | + 27"  |
| 20                  | Aleksej Loetsenko    | Astana Pro Team        | + 29"  |
|                     |                      |                        |        |
| 21                  | Philippe Gilbert     | Quick-Step Floors      | + 30"  |

| Ploegenklassement |                        |         |
| Plaats            | Ploeg                  | Tijd    |
|                   | Team Sky               | 48'31"  |
| 2                 | Quick-Step Floors      | + 37"   |
| 3                 | Team Sunweb            | + 58"   |
| 4                 | Team LottoNL-Jumbo     | + 1'01" |
| 5                 | Team Katjoesja Alpecin | z.t.    |

## Nevenklassementen
| Puntenklassement |                 |                        |        |
| Plaats           | Naam            | Ploeg                  | Punten |
| Groene trui      | Geraint Thomas  | Team Sky               | 20     |
| 2                | Stefan Küng     | BMC Racing Team        | 17     |
| 3                | Vasil Kiryjenka | Team Sky               | 15     |
| 4                | Tony Martin     | Team Katjoesja Alpecin | 13     |
| 5                | Matteo Trentin  | Quick-Step Floors      | 11     |
|                  |                 |                        |        |
| 7                | Jos van Emden   | Team LottoNL-Jumbo     | 9      |

| Jongerenklassement |                   |                    |         |
| Plaats             | Naam              | Ploeg              | Tijd    |
| Witte trui         | Stefan Küng       | BMC Racing Team    | 16'09"  |
| 2                  | Pierre Latour     | AG2R La Mondiale   | + 20"   |
| 3                  | Aleksej Loetsenko | Astana Pro Team    | + 24"   |
| 4                  | Timo Roosen       | Team LottoNL-Jumbo | + 29"   |
| 5                  | Simon Yates       | Orica-Scott        | + 32"   |
|                    |                   |                    |         |
| 20                 | Tiesj Benoot      | Lotto Soudal       | + 1'10" |

## Uitvallers
- Jon Izagirre (na val)
- Alejandro Valverde (na val)